# CBC小嶋賞
CBC小嶋賞（シービーシーこじましょう）は、中部日本放送（CBC）の元代表取締役会長小嶋源作が、会長を退任そして常任相談役に就任したのを機に本社に寄託された資金を基に、1989年10月1日に制定された賞。CBCの放送・事業活動に貢献した個人、グループに対して奨励金を贈るもので、毎年創立記念日の12月15日に授与式が行われる。小嶋は民間放送第1号として産声をあげたCBCの開局に携わるとともに、日本の民間放送の発展に大きく貢献した一人と言える。

## 主な授賞者
- 第1回 1990年
  - 浅井岈一 （名古屋市博物館顧問）
  - 新間正次 （タレント）
    - 長年に渡る「ラジオ朝市」パーソナリティーとしての貢献を称えたもの。
- 第2回 1991年
  - 原陟 （名古屋市文化振興事業団理事長）
  - 高木守道 （プロ野球解説者、元中日ドラゴンズ）
- 第3回 1992年
  - 水野正春 （第一舞台社長）
- 第4回 1993年
  - 鎌田吉三郎 （タレント）
    - 長年、テレビクイズ番組「天才クイズ」の被り物人形キャラクター「天才博士」の声優を担当
- 第5回 1994年
  - 安藤幹衛 （洋画家）
  - 薬師寺保栄 （プロボクサー）
    - 辰吉丈一郎とのWBC世界バンタム級王座統一戦での勝利を称えたもの（CBCが中継を行なった）
- 第6回 1995年
  - 藤井知昭 （国立民族学博物館教授）
- 第7回 1996年
  - 川久保潔 （タレント、声優）
    - 長年に渡る「朝の歳時記」パーソナリティーとしての貢献を称えたもの。
- 第8回 1997年
  - 青山光子 （名古屋市立大学名誉教授）
- 第9回 1998年
  - 近藤貞雄 （CBC野球解説者、元中日ドラゴンズ監督）
- 第10回 1999年
  - 星野仙一 （当時中日ドラゴンズ監督）
    - この年の中日のセントラル・リーグ優勝を称えたもの。
- 第11回 2000年
  - つボイノリオ （タレント）
    - ラジオ番組「つボイノリオの聞けば聞くほど」などへの出演による貢献を称えたもの。なおつボイはこの賞金を「リスナーに還元したい」として「聞けば〜」のリスナー集会の費用に充てた。
- 第12回 2001年
  - 板東英二 （タレント、元プロ野球選手）
    - 現役引退後、CBCプロ野球解説者。その後CBC解説者契約は解かれる（MBSラジオ・ニッポン放送解説者に移行）も、タレント・俳優としてCBCの放送に貢献
- 第13回 2002年
  - 中村メイコ （タレント）
    - ラジオ番組「メイコのチビッコ作文教室」出演による貢献を称えたもの。

  - 畑嶺明 （脚本家）
    - ドラマ「キッズ・ウォー」の脚本を担当。
- 第14回 2003年
  - 伊藤秀志 （タレント）
    - ラジオ番組など多数の出演による貢献を称えたもの。

  - 辻宏志 （報道カメラマン、岐阜支社駐在）
  - 加藤良夫 （報道カメラマン、豊橋支社駐在）
    - 辻、加藤にはCBC小嶋賞特別賞も授与
- 第15回 2004年
  - 林家こぶ平 （落語家、現：9代目林家正蔵）
    - テレビクイズ番組「天才クイズ」出演による貢献を称えたもの。

  - 夏川りみ （歌手）
  - 加藤高明 （監事 元日本相撲協会役員）
    - 夏川、加藤にはCBC小嶋賞特別賞も授与
- 第16回 2005年
  - 中部ゴルフ連盟 （団体）
    - CBCとともにゴルフトーナメント「中日クラウンズ」の主催者として大会への貢献を称えたもの。

  - 宮本和秀 （料理研究家）
    - 長年に渡る「キユーピー3分クッキング」出演を称えたもの。
- 第17回 2006年
  - 井形昭弘 （名古屋学芸大学学長）
    - CBC番組審議会委員長（2001年より）としての貢献を称えたもの。

  - サンデーフォークプロモーション （イベント運営会社）
  - 今田耕司 （タレント）
  - 東野幸治 （タレント）
    - サンデーフォークプロモーション、今田、東野にはCBC小嶋賞特別賞も授与
- 第18回 2007年
  - キユーピー株式会社 （団体）
    - 「キユーピー3分クッキング」のスポンサーとしての貢献を称えたもの。
- 第19回 2008年
  - 松坂屋 （団体）
    - この年3月、43年の放送を終了した「カトレヤミュージック」のスポンサーとしての貢献を称えたもの。
- 第20回 2009年
  - 名古屋ゴルフ倶楽部 （団体）
    - 「中日クラウンズ」の会場として大会に貢献。
- 第21回 2010年
  - 杉原輝雄（プロゴルファー）
    - この年の「中日クラウンズ」において達成した「同一大会連続出場」の世界新記録（51回連続）を称えたもの。

  - 石川遼（プロゴルファー）
    - この年の「中日クラウンズ」最終日における世界記録「スコア58（パー71）」を称えたもの。
- 第22回 2011年
  - 市川森一（脚本家）
    - 受賞決定後の同年12月に死去。

  - あきやまただし（絵本作家）
    - CBCのマスコット「ころんちゃん」の作者。
- 第23回 2012年
  - パナソニック（団体）
    - スポンサーを務める長寿番組「歌のない歌謡曲」が開始から60周年を迎えることを記念して。
- 第24回 2013年
  - 馬場駿吉（CBC番組審議委員会委員長・名古屋ボストン美術館館長）
- 第25回 2014年
  - 川田太三（ゴルフ評論家）
    - 「中日クラウンズ」テレビ中継において、長年に渡り解説を担当。
- 第26回 2015年
  - 三宅裕司（喜劇俳優）
    - 「週刊!健康カレンダー カラダのキモチ」→「健康カプセル!ゲンキの時間」の長年の司会業を称えたもの。
- 第27回 2016年
  - 有働誠次郎（音楽プロモーター、ウドー音楽事務所創業者）
    - 長年の音楽プロモーターとしての活動で多くの海外アーティストを来日を実現、CBCとも長年にわたり名古屋地区でのアーティストの招聘やイベント運営を手がけ、音楽文化の発展に寄与した事による。

  - 北川悦吏子（脚本家、特別賞）
    - CBC制作のスペシャルドラマ『月に祈るピエロ』『月に行く舟』『三つの月』を3年連続で脚本を手がけ、いずれも国内外のコンクールで高い評価を得た事による。
- 第28回 2017年
  - 東貴博（タレント）
  - 友近（タレント）
    - 共に「なるほどプレゼンター!花咲かタイムズ」の長年の司会業を称えたもの。他にも、東は「花咲かタイムズ」のスピンオフ企画や「旅MAX」への出演、友近は「旅ずきんちゃん 〜全日本のほほ〜ん女子会〜」司会や「ゴゴスマ -GO GO!Smile!-」の曜日レギュラー出演者として、いずれもCBCに貢献した事による。
- 第29回 2018年
  - 山田久志（野球解説者）
  - 木俣達彦（野球解説者）
    - 共にCBCのプロ野球中継への長年に渡る出演を称えたもの。
- 第30回 2019年
  - 北野誠（タレント）
    - ラジオ番組「北野誠のズバリ」への出演による貢献を称えたもの。またリスナーと酒を酌み交わす「マコ酒RUN」を企画してCBCラジオのファン拡大に寄与した。[1]